# Giovanni Carestini

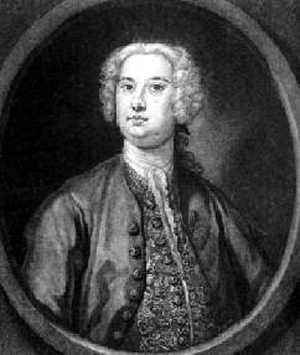
Carestini (um 1740)

Giovanni Carestini (geboren am 13. Dezember 1700 in Monte Filottrano bei Ancona, Kirchenstaat; 1759, Bologna) war ein italienischer Opernsänger und Kastrat in Stimmlage Sopran, später Alt, der u. a. in Bühnenwerken von Georg Friedrich Händel, Johann Adolph Hasse und Christoph Willibald Gluck auftrat.

## Leben
Nach Frédéric Delaméa wurde Giovanni Maria Bernadino Carestini am 13. Dezember 1700 in Monte Filottrano, heute Filottrano bei Ancona, geboren. Andere Quellen nennen nur 1705 als Geburtsjahr. Carestinis Karriere begann 1719 gefördert durch den Kardinal Agostino Cusani (1655–1730) in Mailand. Deshalb erhielt er den Beinamen Il Cusanino. Sein Debüt gab er im Karneval 1720 öffentlich auf der Bühne des Teatro Regio Ducal. 1721 sang er für Alessandro Scarlatti in Rom. Engagements folgten 1723 am Wiener Hof in der kaiserlichen Kapelle, 1724 in Venedig, 1726 in Parma und 1728 in Neapel in Opern unter anderen von Hasse, Vinci und Porpora. Über Piacenza 1730, Alessandria 1730, München 1731, Venedig und Mailand gelangte er 1733 nach London, wo er auf der Bühne des Haymarktes für Händel sang. Carestini ersetzte für Händel den Kastraten Senesino, der sich mit Händel überworfen hatte und zum Konkurrenzunternehmen in Covent Garden wechselte.
Für Händel sang Carestini die Hauptrollen in Arianna in Creta, Ariodante, und Alcina. Ebenso trat er in den Oratorien Deborah, Esther, und Athalia auf. Wie 1735 in Neapel erhielt er eine höhere Gage als sein Konkurrent Caffarelli. Da die Londoner Saison von 1740 glücklos verlief, kehrte Carestini in den 1740er-Jahren nach Italien zurück. Dass er zuvor in Bayreuth engagiert war, geht aus dem dortigen Hofkalender hervor. In Mailand trat er 1743 in Glucks Demofoonte auf. 1744 war er am Wiener Hof engagiert. Von 1747 bis 1749 sang er für Hasse in Dresden. Dann wechselte er von Venedig 1749 nach Berlin 1750. St. Petersburg folgte im Anschluss von 1754 bis 1756. Die Vorstellung Carestinis in Neapel fiel 1758 durch. Carestinis Stimme war verbraucht und entsprach nicht mehr der Mode. Carestini wandte sich pathetisch von der Bühne ab. Er starb im folgenden Jahr in Bologna.

## Stimme und Ruf
Der Umfang der Stimme Carestinis wechselte im Laufe seiner Karriere. Charles Burney zufolge hatte er zunächst eine „starke und völlige Sopranstimme“, die sich später „in einen der schönsten, stärksten und tiefsten Contralte verwandelte“. Carestini stand bei den Kritikern seiner Zeit in hohem Ansehen. Hasse bemerkte, dass „wer Carestini nicht gehört habe, kenne noch nicht den vollkommenen Stil des Gesanges“. Johann Adam Hiller beschrieb Carestini folgendermaßen: „Er hatte eine große Fertigkeit in Passagien, die er, der guten Schule des Bernachi gemäß, so wie Farinello, mit der Brust stieß. In willkührlichen Veränderungen unternahm er viel, meistentheils mit gutem Erfolg, doch auch zuweilen bis zur Ausschweifung. Seine Action war sehr gut, und so, wie sein Singen, feurig.“

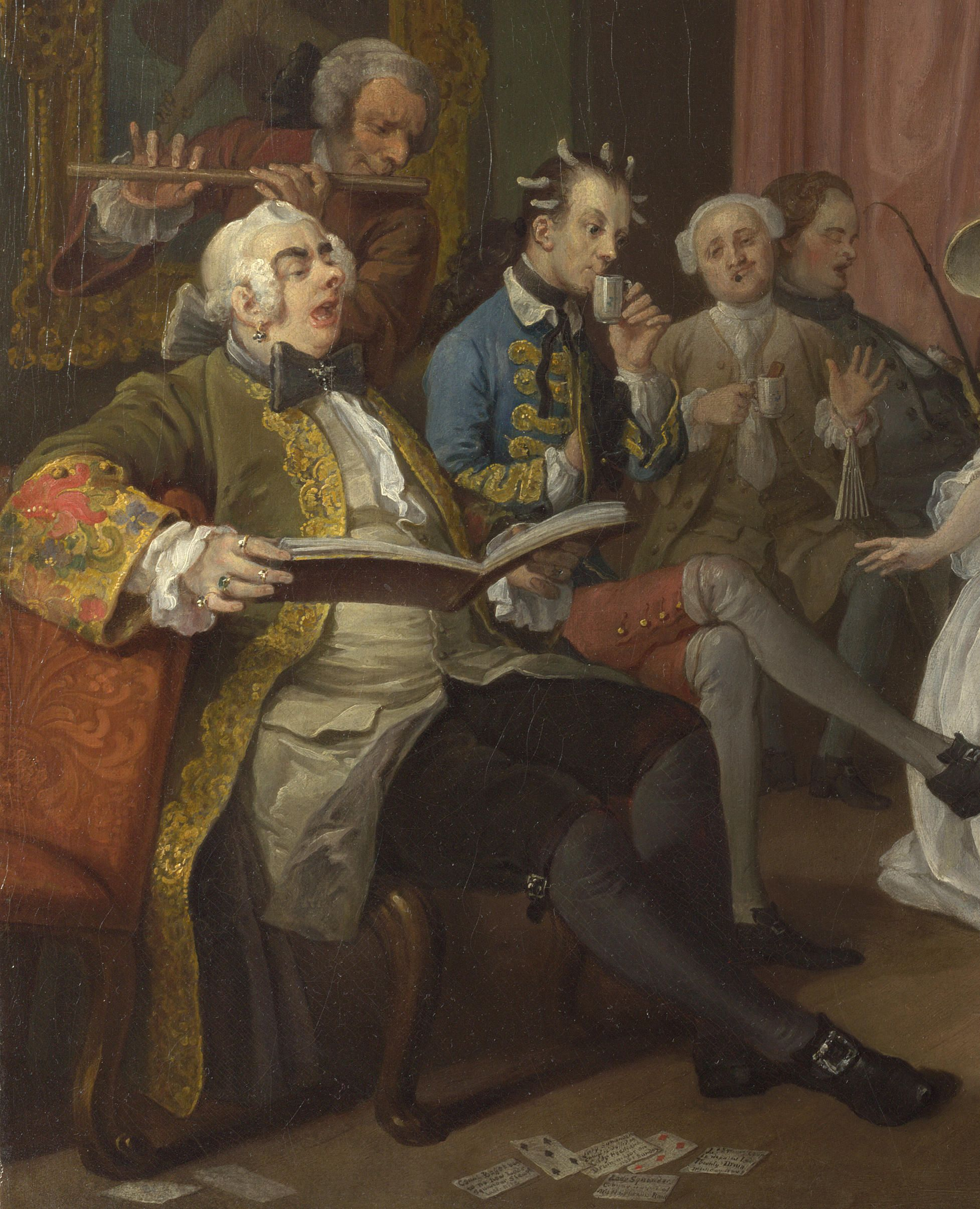
Hogarth: Morgen-Lever (Bildausschnitt, um 1734)

Der englische Maler, Stecher und Karikaturist William Hogarth brachte den Sänger Carestini 1734 in einer seiner Karikaturen des englischen Gesellschaftslebens unter. Georg Christoph Lichtenberg wiederum interpretierte 1798 das Bild in seiner Ausführlichen Erklärung der Hogarthischen Kupferstiche und ging mit Carestini nicht besonders freundlich um.

## Aufnahmen
- Philippe Jaroussky: The Story of a Castrato – Carestini. Le concert d´Astrée, Emmanuelle Haïm, Virgin Classics 2007
- Vesselina Kasarova: Sento brillar. Il complesso barocco, Alan Curtis, RCA Red Seal 2008